# HMS Intrepid (L11)
El HMS Intrepid (L11) fue un buque de asalto anfibio de la Marina Real británica.

## Construcción y características
El Intrepid fue construido por el astillero John Brown & Company de Clydebank, Escocia. Fue puesto en gradas el 19 de diciembre de 1962, botado el 25 de junio de 1964 y entregado el 11 de marzo de 1967.
El Intrepid desplazaba 11 060 toneladas (estándar) y podía llegar a las 12 120 t a plena carga. Tenía una tripulación de 580 hombres. Su armamento se componía por un lanzador cuádruple de misiles superficie-aire Sea Cat y dos cañones de calibre 40 mm.
En 1969 la Marina Real británica probó su primer sistema de comunicaciones satelital en el HMS Intrepid.

## Historia de servicio

### Conflicto de las Malvinas
El 3 de abril de 1982, después de la conquista de las islas Malvinas y Georgias del Sur por parte de Argentina (Operación Rosario), el Gobierno del Reino Unido lanzó la Operación Corporate, con el objetivo de recapturar los archipiélagos. Las Fuerzas Armadas británicas formaron la Fuerza de Tareas 317 con la flota, incluyendo al HMS Intrepid.
Las FF. AA. británicas iniciaron el desembarco (nombre militar: Operación Sutton) el 21 de mayo de 1982 a las 03:40 horas (UTC-03:00). El HMS Intrepid integraba el Grupo Anfibio (o Grupo de Tareas 317.1) y para ese día estaba en el estrecho de San Carlos.

### Baja
El HMS Intrepid fue desafectado del servicio el 31 de agosto de 1999.